# Moresnet-Chapelle

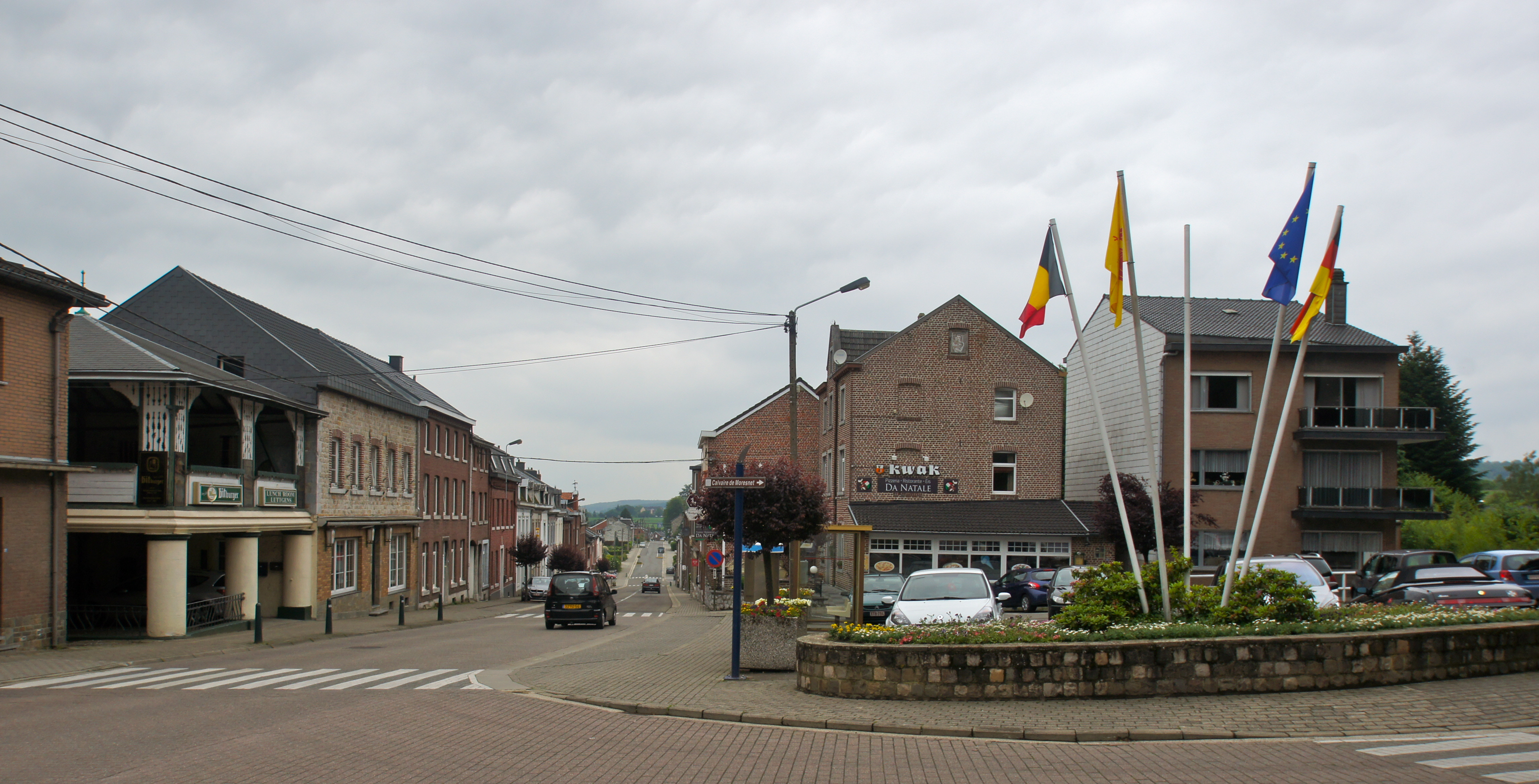
Dorfzentrum

Moresnet-Chapelle ([mɔ.ʁɛs.nɛt], ndl.: „Eiksken“; im Volksmund „Eichschen“; synonym für Kleine Eiche) ist ein Ortsteil von Plombières in der Wallonischen Region der Provinz Lüttich in Belgien. Nach dem Sturz von Napoléon Bonaparte im Jahr 1815 gehörte der Ort zunächst dem Königreich der Niederlande an und wurde 1830 Teil des neuen Staates Belgien. Die Amtssprache ist französisch, viele Bewohner sprechen zudem Deutsch oder ihren Limburgischen Dialekt.

## Charakteristik
Der anfangs zum Dorf Moresnet gehörende Weiler war seit dem frühen 19. Jahrhundert ein Wallfahrtsort zur Muttergottes. Die niederländische und deutsche/dialektische Ortsbezeichnung „Eiksken“ bzw. „Eichschen“ geht auf die kleine am Waldrand des Weilers befindliche Eiche zurück, an der sich anfangs das Gnadenbild Mariens befand, mit dem die Wallfahrt nach Moresnet ihren Anfang genommen hatte. Nach dem Bau der Gnadenkapelle im Jahr 1823 erhielt der Weiler die Bezeichnung Moresnet-Chapelle und ist seit 1977 ein Ortsteil von Plombières.
Mit seinen mittlerweile rund 150.000 Besuchern jährlich entwickelte sich der Weiler zu einem Wallfahrtsort, wobei seit 1863 vor allem aus Aachen jeden Mittwoch zahlreiche Pilger zu Fuß nach Moresnet kommen. Der Weg dorthin und der Pilgerort selbst sind Teil des Jakobsweges, der als „Weg 1“ der „Nordrheinischen Jakobswege“ von Beyenburg über Köln und Aachen nach Lüttich führt. Im Zuge dessen entstanden im Dorf immer mehr Cafés, Restaurants und Souvenirläden, der Ort wurde ständig verschönert und der zentrale Platz sowie die Durchgangsstraße von Kelmis nach Gemmenich ausgebessert.

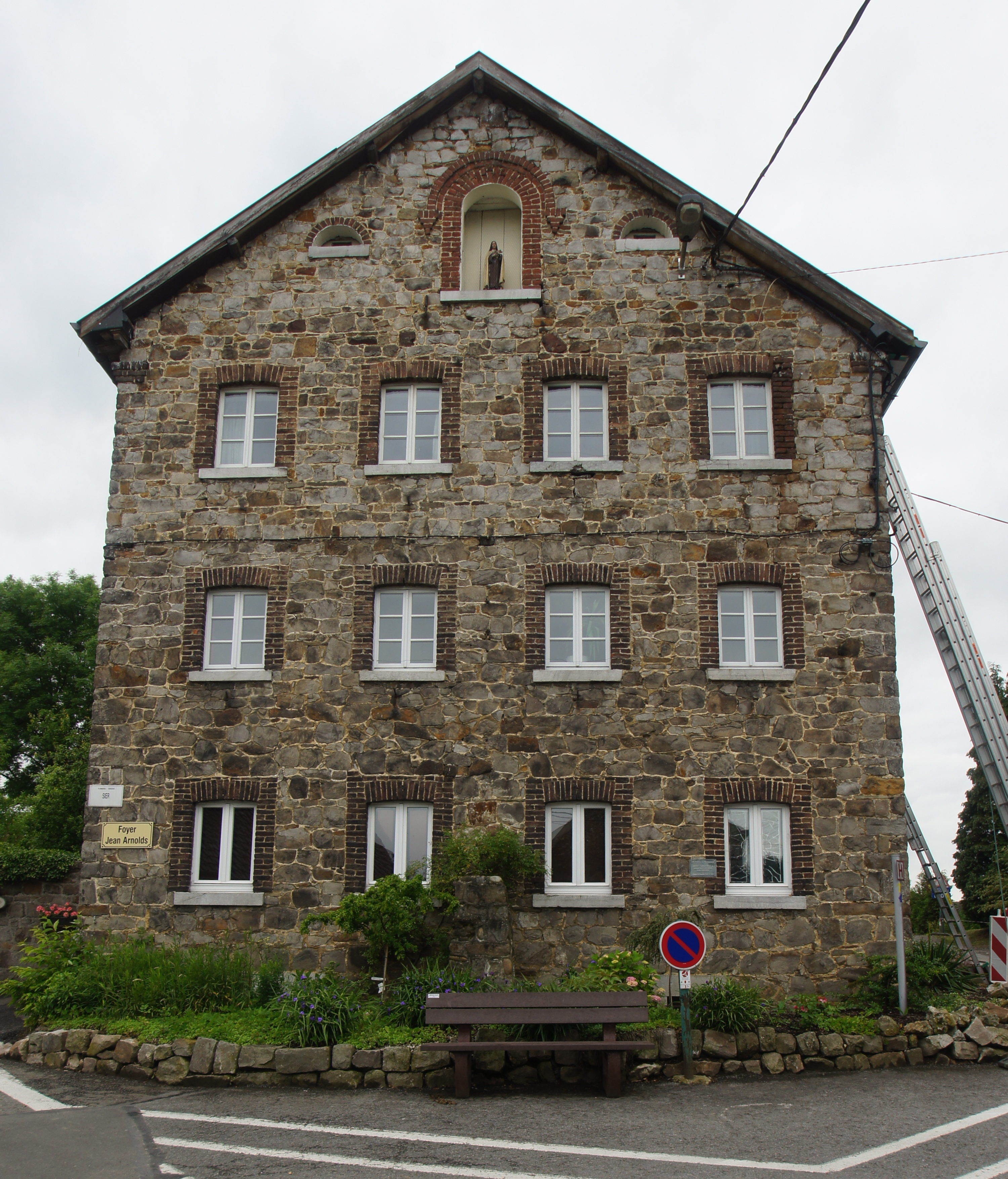
Foyer Jean Arnolds

Das „Foyer Jean Arnolds“, das unter der Schirmherrschaft des Bischofs von Lüttich steht, wurde nach dem in der Region bekannten Kaplan Jean Arnolds benannt, der 1944 im Zuchthaus Brandenburg enthauptet worden war. Bis 1880 wohnten im Foyer Franziskaner, die wegen des preußischen Kulturkampfes aus Aachen nach Moresnet gekommen waren, bevor sie ihren eigenen neuen Konvent an der Gnadenkapelle beziehen konnten. Nach mehreren Zwischenbesitzern wird das Foyer Jean Arnolds seit 1975 von einer Untersektion aus Spa des Foyers de Charité genutzt, einer Vereinigung von Gläubigen, die nach dem Beispiel der frühen Kirche in Gemeinschaft leben und ihre Güter teilen.
Außerdem wurden das Seniorenstift „Résidence Regina“ und das Pflegeheim „Centre de soins St-Joseph“ mit Palliativeinrichtung und geriatrischer Poliklinik errichtet, die dem St.-Nikolaus-Hospital in Eupen angeschlossen ist.
Eine touristische Attraktion sind die umfangreichen Waldgebiete im Osten des Ortes, die fließend übergehen in den Aachener Wald auf deutscher Seite und in die Waldgebiete des Vaalserberges auf niederländischer Seite.

## Wallfahrtsstätte
Nachdem der Bauernjunge Peter Arnold Frank (1741–1801) durch die Anrufung eines Gnadenbildes der Muttergottes, von Epilepsie geheilt wurde und zudem zwei Viehseuchen 1771 und 1794 durch die Gebete der Bauern an diesem Gnadenbild abgewendet werden konnten, entstand durch eine Bürgervereinigung die Idee, den Ort als Wallfahrtszentrum aufzubauen. Im Jahr 1876 siedelte sich auf Vermittlung von Franziska Schervier, die dazu auch das (heutige Begegnungszentrum) Foyer Jean Arnolds erwarb, der Orden der Franziskaner in Moresnet an, weil in Folge des Klostergesetzes vom 31. Mai 1875 in Preußen fast alle Klöster aufgehoben worden waren. Bis zum Jahr 2005 betreuten die Franziskaner mit einer kurzen Unterbrechung die Wallfahrtsstätte, ließen eine Wallfahrtskirche und ein Kloster erbauen, und errichteten in einem Parkgelände einen Kalvarienberg („Calvaire“) mit einem Kreuzweg. Nach dem Abzug der Franziskaner 2006 übernahm im Jahr 2014 die Gemeinschaft der gekreuzigten und auferstandenen Liebe, eine Vereinigung von Gläubigen aus Maastricht, die Betreuung der Wallfahrtsstätte.

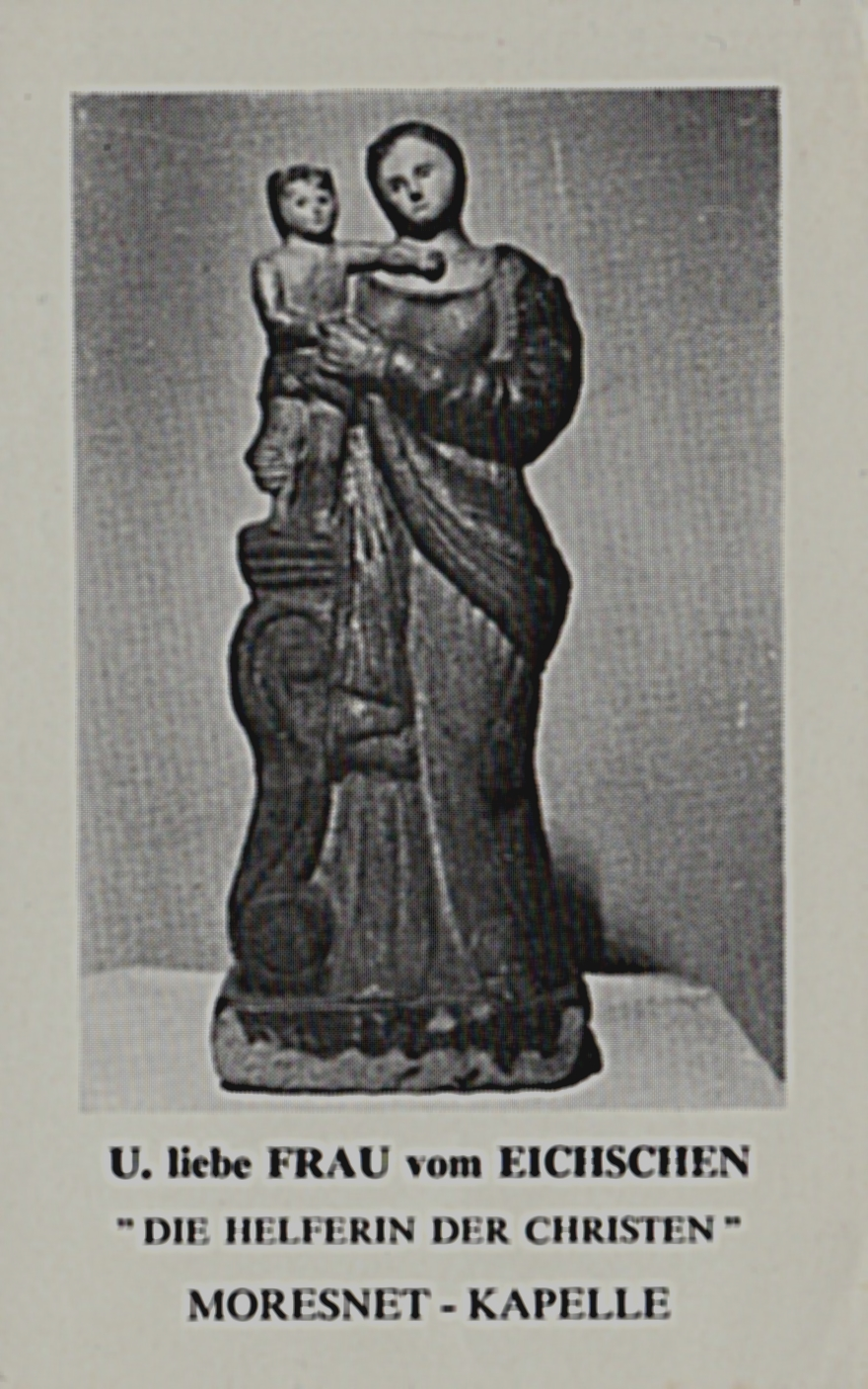
Andachtsbild mit dem Gnadenbild Unsere liebe Frau vom Eichschen – „Die Helferin der Christen“ (ca. 1970)
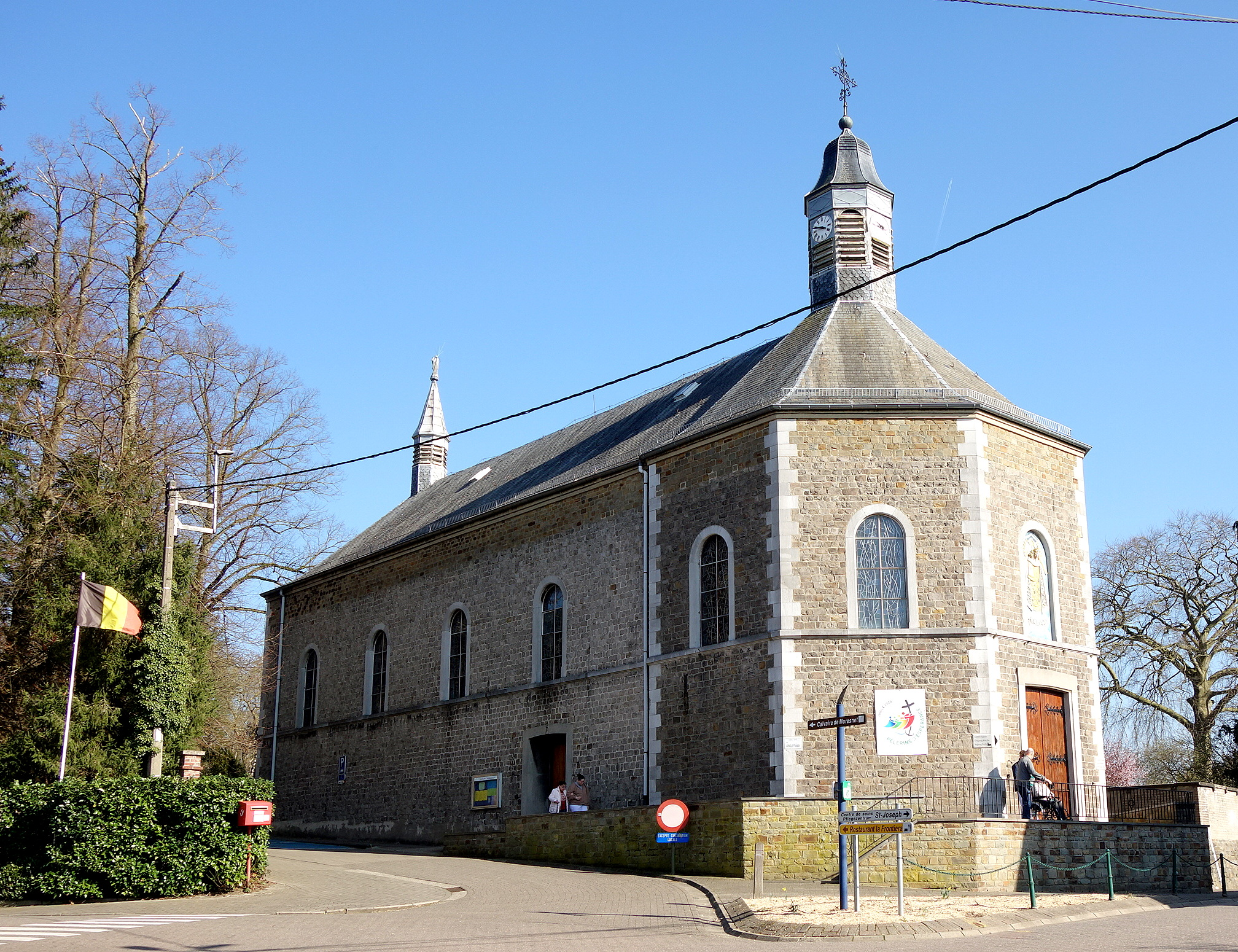
Wallfahrtskirche
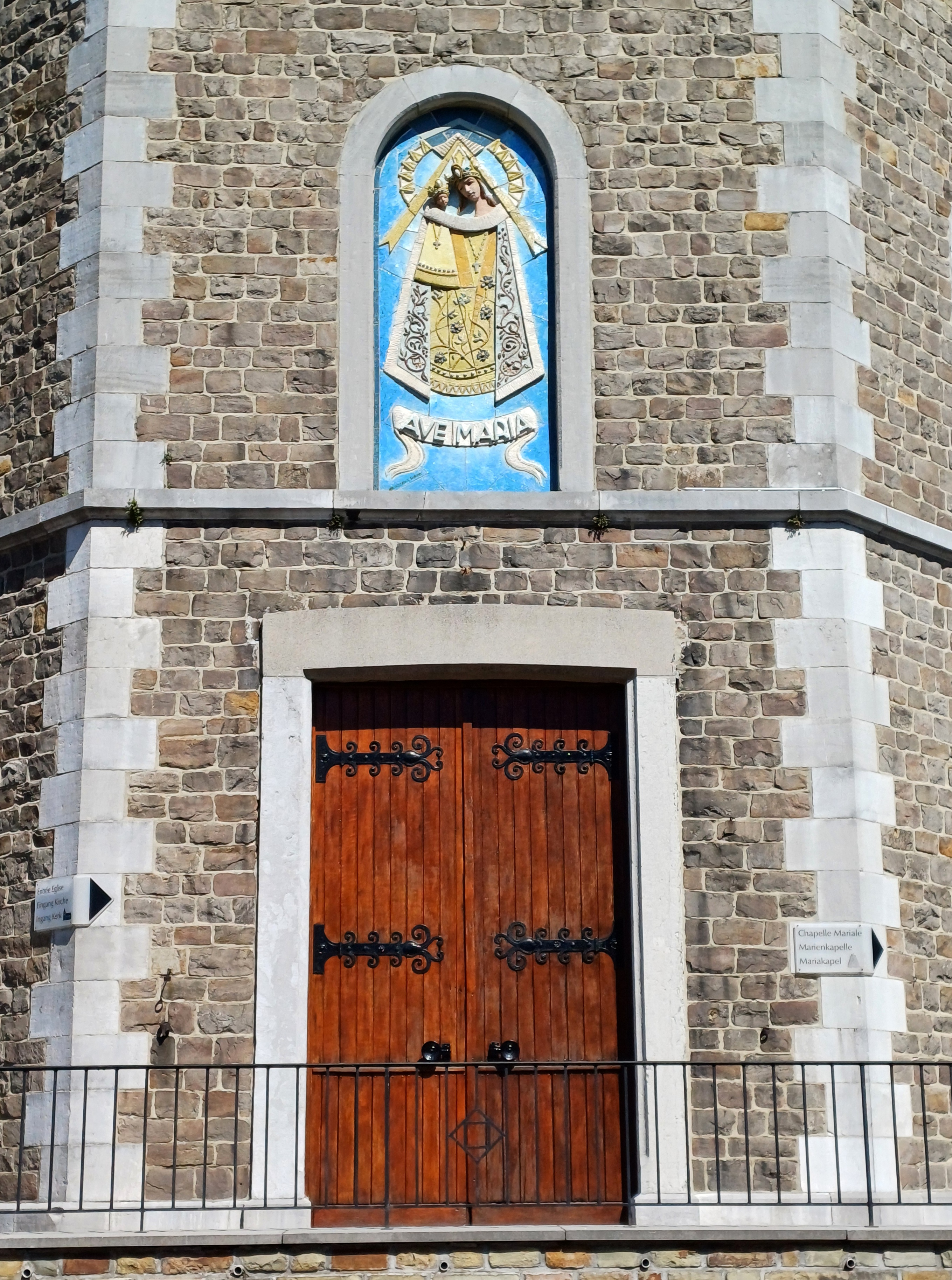
Portal und Marienrelief
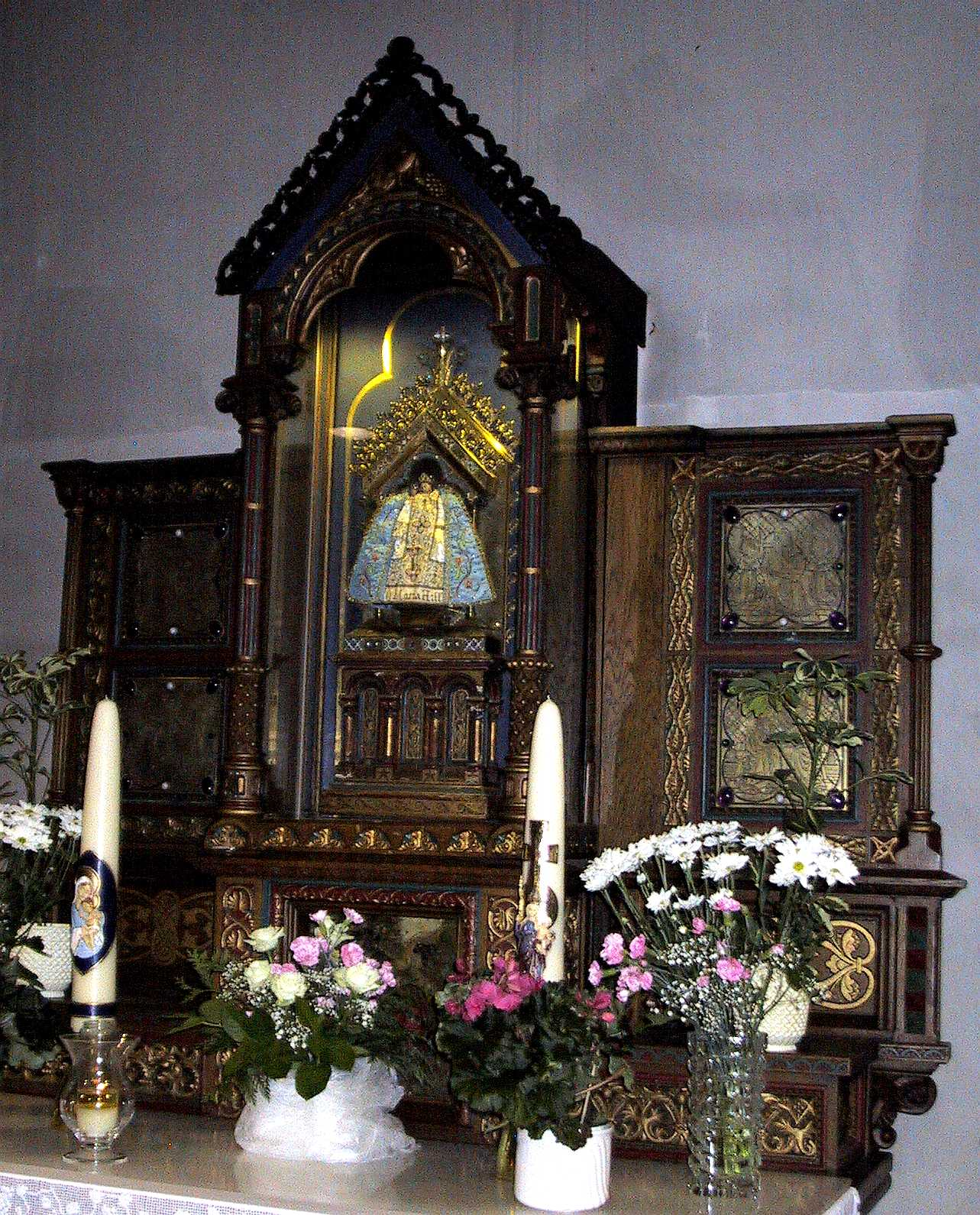
Gnadenaltar mit Gnadenbild in der Gnadenkapelle
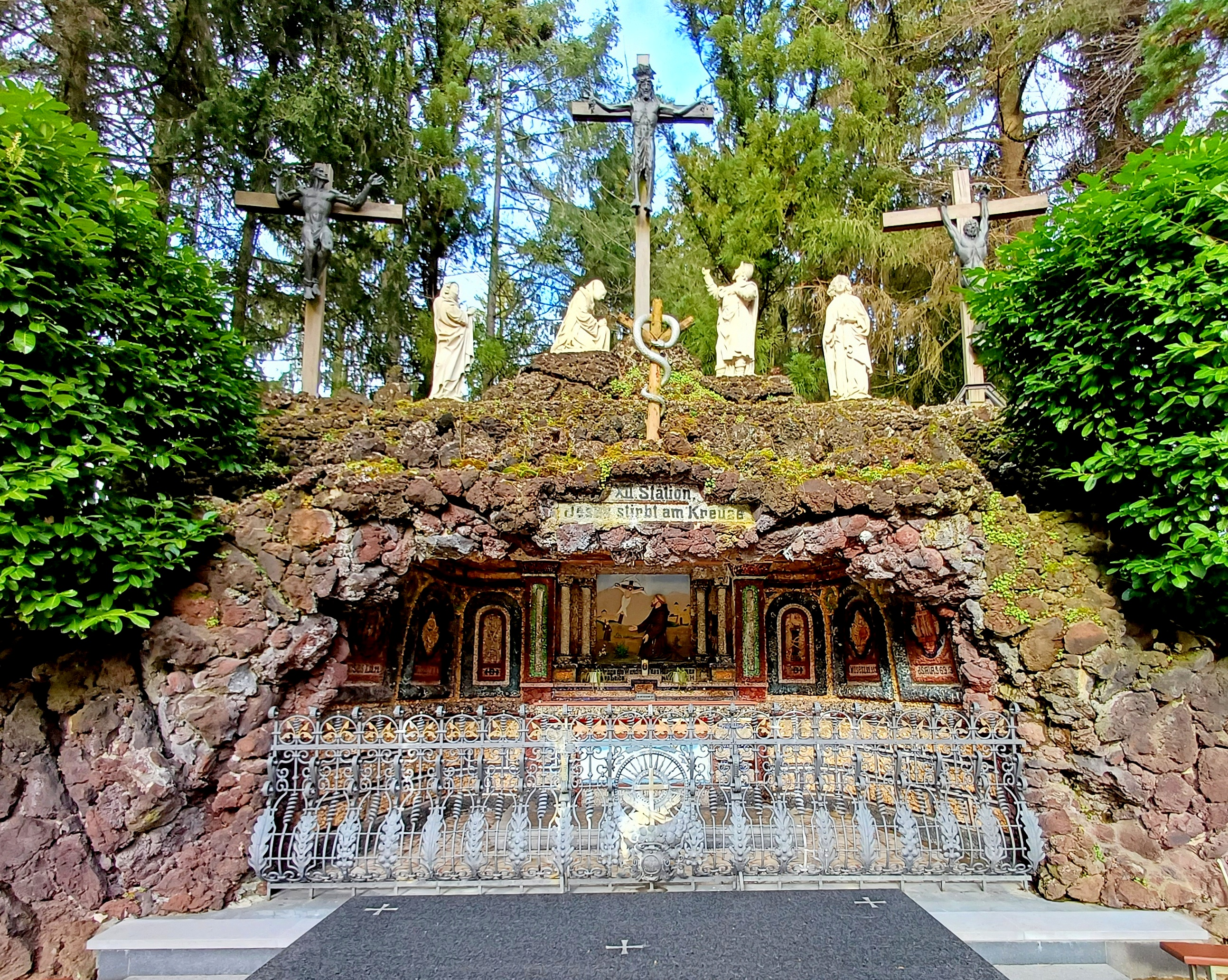
Kalvarienberg